# Lionel Monckton
Pour les articles homonymes, voir Monckton.
Lionel John Alexander Monckton  (18 décembre 1861 - 15 février 1924) est un écrivain et compositeur de théâtre musical anglais. Il est devenu le compositeur le plus populaire de Grande-Bretagne de la comédie musicale édouardienne dans les premières années du XXe siècle. Il a utilisé le pseudonyme Leslie Mayne pour certaines de ses œuvres. 

## Biographie et carrière
Lionel Monckton est né à Londres, le fils aîné du secrétaire de mairie, Sir John Braddick Monckton et de Lady Monckton, Maria Louisa Long (1837-1920), une actrice amateur enthousiaste. Sa sœur, Augusta Moore, a écrit des romans populaires sous le pseudonyme de Martin J. Pritchard.

### Les débuts
Monckton suit les cours de la Charterhouse School et de l'Oriel College de l'Université d'Oxford. Il est diplômé en 1885. Il écrit des pièces pour le théâtre du collège et compose de la musique pour des productions de la Dramatic Society de l'Université d'Oxford, dont il est l'un des fondateurs, et le Phil-Thespian Club. Il commence par être avocat à la Lincoln's Inn et pratique le droit. Parallèlement, il mène une carrière d'écrivain de chansons et de théâtre ainsi que de critique musical pour la Pall Mall Gazette et plus tard pour le Daily Telegraph. Sa première œuvre théâtrale est Mummies and Marriage, une opérette produite par des amateurs en 1888. À l'âge de 29 ans, en 1891, il réussit à placer la chanson « What will you have to Drink ? », sur des paroles de Basile Hood, dans le burlesque musical Cinder Ellen up too Late. Après cela, on trouve de ses chansons dans plusieurs autres spectacles londoniens.

### Contributions à des comédies musicales
Monckton devient rapidement un compositeur régulier (et parfois parolier) de chansons pour la série très réussie de comédies musicales légères du Gaiety Theatre de Londres, sous la direction de George Edwardes, au cours des années 1890 et dans la première décennie du XXe siècle. Entre autres, il écrit la moitié de la musique pour le spectacle burlesque Claude Du-Val d'Arthur Roberts (1894) et complète, la même année, la partition d'Ivan Caryll pour la comédie musicale The Shop Girl. Il participe à des pièces à succès de George Grossmith Jr, Beautiful Bountiful Bertie et Brown of Colorado (avec Adrian Ross). Il a ensuite ajouté des airs populaires aux partitions de Caryll, The Circus Girl en 1896 (« A Little Bit of String » et « The Way to Treat a Lady ») et A Runaway girls en 1898 (« Soldiers in the Park », « Society », « The Sly Cigarette », « The Boy Guessed Right » et « Not the Sort of Girl I Care About »).
Les comédies musicales girls sont suivies d'un certain nombre de boys, toujours agrémentées de chansons de Monckton : The Messenger Boy in 1900 (« Maisie », « In the Wash », et « When the Boys Come Home Once More ») ou The Toreador in 1901 (« Captivating Cora », « I'm Romantic », « When I Marry Amelia », « Keep Off the Grass », et « Archie »). Les chansons de Monckton sont encore interprétées bien après la fin des spectacles - certaines d'entre elles restent populaires jusque dans les années 1960. En 1902, il épouse Gertie Millar, l'une des actrices les plus célèbres de son temps, qu'il avait découverte et présentée à Edwardes. Elle joue dans de nombreux spectacles de Monckton, qui écrit certaines de ses chansons les plus populaires pour elle. Le  mariage n'est pas une réussite. Quand, plus tard, elle demande le divorce, Monckton refuse.
Dans le même temps, Monckton contribue également à des chansons pour les comédies musicales produites au Daly's Theatre d'Edwardes, qui tendent plus vers les comédies romantiques, que les comédies musicales légères du Gaiety. Pour le Daly's Theatre, il collabore régulièrement avec Sidney Jones, par exemple dans The Geisha en 1896 (« Boy Jack » et « The Toy Monkey »), A Greek Slave en 1898 (« I Want to Be Popular », « I Should Rather Like to Try » et  « What Will Be the End of It ? » ) et San Toy en 1899 (« Rhoda and Her Pagoda » et « Sons of the Motherland »). La musique de Monckton est généralement arrangée et orchestrée par le chef d'orchestre Carl Kiefert.

### Les années de succès
En 1902, quand Jones quitte le Daly's, Edwardes offre à  Monckton la possibilité de composer sa première musique complète,  A Country Girl, avec quelques numéros de Paul Rubens. Il continue cependant à écrire des chansons pour des comédies musicales à succès, dont The Orchid en 1903 au Gaiety. Le succès de  A Country Girl l'amène à écrire une autre comédie musicale comme compositeur principal et Rubens comme coauteur, The Cingalee (1904). Ses chansons les plus réussies de cette partition sont « The Island of Gay Ceylon » et « Pearl of Sweet Ceylon ». Bien que la pièce soit un succès, le Daly's Theatre monte plus volontiers des opérettes françaises, plus à la mode. Monckton se remet à composer de la musique pour les spectacles des autres.
Avec Caryll, au Gaiety, Monckton collabore pour diverses productions :  The Spring Chicken en 1905 (« I Don't Know, But I Guess », « Alice Sat By the Fire », et « Under and Over Forty »), The New Aladdin, en 1906 et The Girls of Gottenberg en 1907 (« Two Little Sausages », « Rheingold », et « Berlin on the Spree »). Ces chansons ont été parmi les plus couramment jouées et chantées de la comédie musicale contemporaine. Le dernier grand succès au Gaiety de Monckton et Caryll's est Our Miss Gibbs en 1909 (« Moonstruck », « Mary », « In Yorkshire », « Soldiers in the Park », « Maisie », « Keep off the Grass » et « Our Farm ». Le succès est international.
Après cela, Monckton compose son œuvre la plus célèbre en collaboration avec Howard Talbot et le parolier Arthur Wimperis : THe Arcadians, en 1909. Produite par Robert Courtneidge, c'est peut-être la meilleure partition de Monckton. Elle est considérée comme le modèle des comédies musicales de l'époque édouardienne. Comme The Geisha, 'The Land Girl et Our Miss Gibbs, elle est devenue populaire en Amérique et dans le monde entier,. Elle comprend des chansons à succès comme « The Pipes of Pan », « The Girl with the Brogue », et « All Down Piccadilly », aussi célèbres que les opérettes viennoises de l'époque.
Edwardes loue l'Adelphi Theatre et entame une série de productions à succès avec la comédie musicale de Monckton et Millar, The Quaker Girl, en 1910 (« The Quaker Girl », « Come to the Ball », et « Tony from America »). Pour Courtneidge, il écrit The Mousmé en 1911 (« I Know Nothing of Life », « The Little Japanese Mamma », « The Temple Bell », et « The Corner of My Eye ») et pour Edwardes à l'Adelphi, The Dancing Mistress en 1912. Le dernier grand succès de Monckton est The Boy en 1917 (produit après la mort de Edwardes), en collaboration avec Howard Talbot. C'est une version comédie musicale de la pièce d'Arthur Wing Pinero (1885), The Magistrate.

### Après la première guerre mondiale

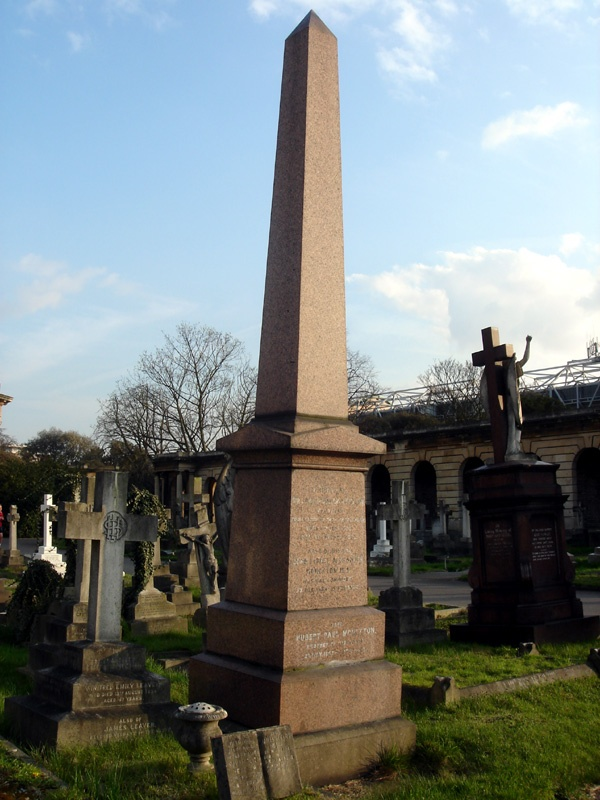
Monument funéraire de la famille Monckton

Monckton a été découragé par la mort de Edwardes et peu disposé à adapter son style d'écriture dans les nouveaux rythmes syncopés populaires importés d'Amérique, comme le ragtime. Bien qu'il contribue à certaines revues, y compris Bric à Brac (1915, « Chalk Farm à Camberwell Green »), We're All in it et Airs and Graces, il le fait sans enthousiasme et il arrête bientôt de composer. La musique de Monckton est restée populaire en Grande-Bretagne jusqu'à la Seconde Guerre mondiale, les comédies musicales américaines s'imposant peu à peu, et même dans la deuxième moitié du XXe siècle.
Sydney Monckton est mort dans sa maison de Londres à l'âge de 62 ans et est enterré dans le cimetière de Brompton. La même année, sa veuve se remarie avec William Humble Ward, deuxième comte de Dudley et devient ainsi comtesse de Dudley. Monckton a laissé un patrimoine évalué à 79 518 £.

## Œuvres principales
Cette liste ne comprend que les spectacles où Monckton était le compositeur principal.
- A Country Girl (1902) - 729 représentations
- The Cingalee (1904) - 391 représentations
- The Spring Chicken (1905) - 401 représentations
- The Girls of Gottenberg (1907) - 303 représentations
- Our Miss Gibbs (1909) - 636 représentations
- The Arcadians (1909) - 809 représentations
- The Quaker Girl (1910) - 536 représentations